# Ganoderma multiplicatum
Ganoderma multiplicatum är en svampart som först beskrevs av Jean François Montagne, och fick sitt nu gällande namn av Narcisse Theophile Patouillard 1889. Ganoderma multiplicatum ingår i släktet Ganoderma och familjen Ganodermataceae.  Utöver nominatformen finns också underarten vitalii.